# Kengo Wa Dondo

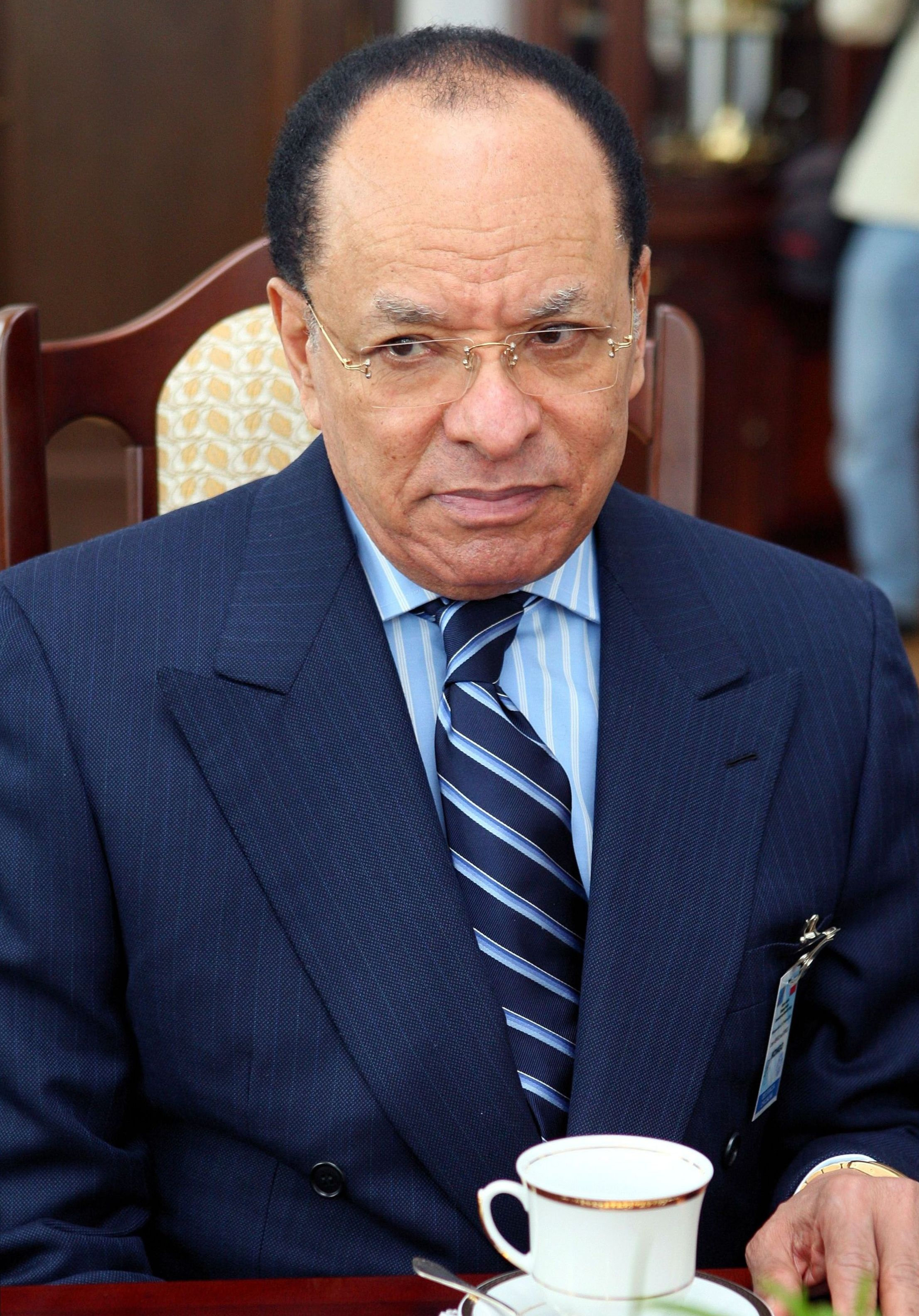
Léon Kengo Wa Dondo (2008)

Léon Kengo Wa Dondo (* 22. Mai 1935 in Libenge) ist ein kongolesischer Politiker. Er war vom 14. Mai 2007 bis zum 5. April 2019 nach Joseph Kabila die zweite politische Persönlichkeit Kongos, da er zum Präsidenten des kongolesischen Senats gewählt wurde. In diesem Amt wurde er von Léon Mamboleo abgelöst. Außerdem ist er mit der Familie des stellvertretenden Minister für internationale Beziehungen Franck Mwe di Malila verschwägert.

## Politische Laufbahn
Er ist der Sohn eines polnischen Vaters, seine Mutter gehörte zu den Tutsi. Geboren wurde er als Léon Lubicz in Libenge in der Provinz Équateur.
1971 änderte er im Rahmen der vom langjährigen Präsidenten Mobutu initiierten „Afrikanisierung“ seinen Namen in Kengo Wa Dondo.
Am 5. November 1982 wurde er erstmals Premierminister. Nach seiner Abberufung am 31. Oktober 1986 war er bis 1987 Außenminister. Mit beinahe vier Jahren war dies die längste Amtszeit eines Premierministers in der Geschichte des Landes. Ein zweites Mal übernahm er am 26. November 1988 bis zum 4. Mai 1990 das Amt des Regierungschefs. Angesichts der Machtfülle des Präsidenten waren seine Machtbefugnisse in den 1980er Jahren gering.
Das 1990 nach Zulassung weiterer Parteien außer der bisherigen Einheitspartei Mouvement Populaire de la Révolution (MPR) etablierte Übergangsparlament bestimmte ihn 1994 ein drittes Mal als Kompromisskandidaten zum Premierminister. Er trat sein Amt am 6. Juli 1994 an. Als Befürworter einer freien Marktwirtschaft und einer strengen Austeritätspolitik erwartete man von ihm die Sanierung der maroden Wirtschaft.
Während seiner Amtszeit ordnete er die Ausweisung der libanesischen Minderheit an, der die Verwicklung in den Schmuggel so genannter „Blutdiamanten“ vorgeworfen wurde. Die für 1995 geplanten Parlamentswahlen wurden wegen zunehmender Wirren abgesagt.
Seit Ende 1996 brach Mobutus Herrschaft schrittweise zusammen und die Rebellen unter Laurent-Désiré Kabila eroberten das Land. Kengo Wa Dondo wurde vorgeworfen, den Krieg gegen Kabila nicht energisch genug zu führen. Grund der Vorwürfe war seine Tutsi-Herkunft, da Kabila von den Tutsi-Regierungen Ruandas und Burundis unterstützt wurde. Am 24. März 1997 reichte er seinen Rücktritt ein und schied neun Tage später aus dem Amt. Das machtlose Übergangsparlament hatte zuvor seine Amtsenthebung beschlossen. Im Mai ging Mobutu ins Exil.

## Exil und Rückkehr
Kengo Wa Dondo zog sich aus der Politik zurück und ging nach Belgien. Im Juni 2003 wurde in Belgien wegen Geldwäsche gegen ihn ermittelt und er kehrte am 16. November 2003 in seine Heimat zurück. Im Dezember 2003 gab es einige Verwirrung wegen einer angeblich angeordneten Verhaftung Kengo Wa Dondos wegen Unterschlagung öffentlicher Mittel in der Ära Mobutu. Seine Gegner warfen ihm später wieder vor, wegen seiner teilweisen Tutsi-Abstammung Rebellengruppen im Osten des Landes zu fördern.